# Gabriel Trifu
Gabriel Trifu (ur. 14 kwietnia 1975 w Bukareszcie) – rumuński tenisista, reprezentant kraju w Pucharze Davisa, olimpijczyk z Sydney (2000).

## Kariera tenisowa
Jako zawodowy tenisista Trifu występował w latach 1994–2005, chociaż w 2009 i 2010 roku zagrał w dwóch wielkoszlemowych imprezach w grze podwójnej.
W cyklu ATP World Tour Trifu wygrał jeden turniej w deblu.
W latach 1997–2005 reprezentował Rumunię w Pucharze Davisa, rozgrywając łącznie 19 meczów, z których w 7 zwyciężył.
W roku 2000 zagrał w konkurencji gry podwójnej na igrzyskach olimpijskich w Sydney partnerując Andrei Pavelowi. Rumuńska para odpadła w pierwszej rundzie po porażce z Hindusami Maheshem Bhupathim i Leanderem Paesem.
W rankingu gry pojedynczej Trifu najwyżej był na 148. miejscu (22 kwietnia 2002), a w klasyfikacji gry podwójnej na 97. pozycji (18 lipca 2005).

### Finały w turniejach ATP World Tour
| Nazwa                        |
| ---------------------------- |
| Wielki Szlem                 |
| Igrzyska olimpijskie         |
| ATP Tour World Championships |
| ATP Masters Series           |
| ATP Championship Series      |
| ATP World Series             |

#### Gra podwójna (1–0)
| Końcowy wynik | Nr | Data             | Turniej   | Nawierzchnia | Partner      | Przeciwnicy                | Wynik finału |
| ------------- | -- | ---------------- | --------- | ------------ | ------------ | -------------------------- | ------------ |
| Zwycięzca     | 1. | 20 września 1998 | Bukareszt | Ceglana      | Andrei Pavel | George Cosac Dinu Pescariu | 7:6, 7:6     |